# Hans Ramstetter
Hans Ramstetter (* 2. April 1922 in Wurzen) ist ein ehemaliger deutscher Parteifunktionär.

## Leben und Wirken
Am 27. März 1940 beantragte Ramstetter die Aufnahme in die NSDAP und wurde zum 1. September desselben Jahres aufgenommen (Mitgliedsnummer 7.730.354). Er studierte Rechtswissenschaft und wurde – inzwischen promoviert und seit 1946 Mitglied der Ost-CDU – 1949 Justiziar im thüringischen Ministerium für Handel und Versorgung. 1950 trat er in die Gesellschaft für Deutsch-Sowjetische Freundschaft und in den Freien Deutschen Gewerkschaftsbund ein, 1951 war er an der Bezirksschule des FDGB.
Den stellvertretenden Vorsitz seiner Partei im Bezirk Erfurt bekleidete er von 1952 bis 1954. Von diesem Amt wurde er jedoch im Januar 1953 im Zusammenhang mit der Verhaftung des stellvertretenden CDU-Vorsitzenden und Ministers für Auswärtige Angelegenheiten der DDR, Georg Dertinger, kurzzeitig suspendiert.
Anschließend war er Vorsitzender einer Arbeitsgruppe beim Nationalrat der Nationalen Front und von 1962 bis 1964 wissenschaftlicher Leiter von INTERPRET in Berlin-Bohnsdorf, einem der drei zentralen Übersetzungsdienste der DDR.
Von 1964 bis 1969 übte er die Leitungsfunktion der Abteilung „Internationale Verbindungen“ im Sekretariat des Hauptvorstandes der CDU aus. Im Oktober 1966 wurde er Vizepräsident der Liga für die Vereinten Nationen der DDR. In den 1970er Jahren war er (bis 1979) Leiter des Sekretariats des Präsidenten der DDR-Volkskammer.

## Veröffentlichungen (Auswahl)
- Die Rechtsstellung des Verletzten sowie des Unternehmers, seiner Vertreter und Beauftragten bei Betriebsunfällen nach neuem Sozialversicherungsrecht, Jena 1951. (Dissertation)
- Afrika muss eins werden, Leipzig 1965. (Aus dem Englischen ins Deutsche übersetzt von Ernst Adler und Hans Ramstetter)

## Auszeichnungen
- 1966: Verdienstmedaille der DDR
- 1973: Vaterländischer Verdienstorden in Bronze